# Йохан Георг (Бранденбург)
Йохан Георг (на немски: Johann Georg von Brandenburg, Oeconomicus, * 11 септември 1525 в Кьолн, † 8 януари 1598 също там) от род Хоенцолерн е от 1571 г. до смъртта си курфюрст на Бранденбург.
Той е най-възрастният син на курфюрст Йоахим II (1505-1571) и първата му съпруга Магдалена Саксонска (1507–1534), дъщеря на херцог Георг от Саксония (1471-1539) и Барбара Полска (1478–1534).
През 1571 г. след смъртта на баща му Йоахим II и чичо му Йохан (1513-1571) (маркграф на Бранденбург-Кюстрин), той обединява всички бранденбургски земи.
След смъртта на курфюрст Кристиан I от Саксония (1586–1591) той поема заедно с херцог Фридрих Вилхелм I от Саксония-Ваймар (1562–1602) администрацията на Курфюрство Саксония.
След неговата смърт курфюрството е наследено от сина му Йоахим Фридрих.

## Деца
От три брака той има 23 деца.
Първи брак: София от Легница (1525-1546) през 1545–1546
- Йоахим Фридрих (1546–1608), 8-и курфюрст на Бранденбург

∞ 1. 1570 принцеса Катарина фон Бранденбург-Кюстрин (1549–1602)
∞ 2. 1603 принцеса Елеонора от Прусия (1583–1607)
Втори брак: Сабина фон Бранденбург-Ансбах (1529-1575) през 1548–1575
- Георг Албрехт (1555–1557)
- Ердмуте (1562–1623)

∞ 1577 херцог Йохан Фридрих от Померания-Щетин (1542–1600)
- Анна Мария (1567–1618)

∞ 1581 херцог Барним X от Померания (1549–1603)
- София (1568–1622)

∞ 1582 курфюрст Кристиан I от Саксония (1560–1591)
- Два други принца и пет принцеси от този брак умират като деца

Трети брак: Елизабет фон Анхалт (1563–1607) през 1577–1598
- Кристиан (1581–1655), маркграф на Бранденбург-Байройт

∞ 1604 принцеса Мария от Прусия (1579–1649)
- Магдалена (1582–1616)

∞ 1598 ландграф Лудвиг V от Хесен-Дармщат (1577–1626)
- Йоахим Ернст (1583–1625), маркграф на Бранденбург-Ансбах

∞ 1612 графиня София фон Солмс-Лаубах (1594–1651)
- Агнес (1584–1629)

∞ 1. 1604 херцог Филип Юлиус от Померания-Волгаст (1584–1625)
∞ 2. 1628 херцог Франц Карл фон Саксония-Лауенбург (1594–1660)
- Фридрих (1588–1611)
- Елизабет София (1589–1629)

∞ 1. 1613 княз Януш I Радзивил (1579–1620)
∞ 2. 1628 херцог Юлий Хайнрих от Саксония-Лауенбург (1586–1665)
- Доротея Сибила (1590–1625)

∞ 1610 херцог Йохан Кристиан от Бриг (1591–1639)
- Георг Албрехт (1591–1615)
- Зигисмунд (1592–1640)
- Йохан (1597–1627)
- Йохан Георг (1598–1637)